# Gustav Brecher

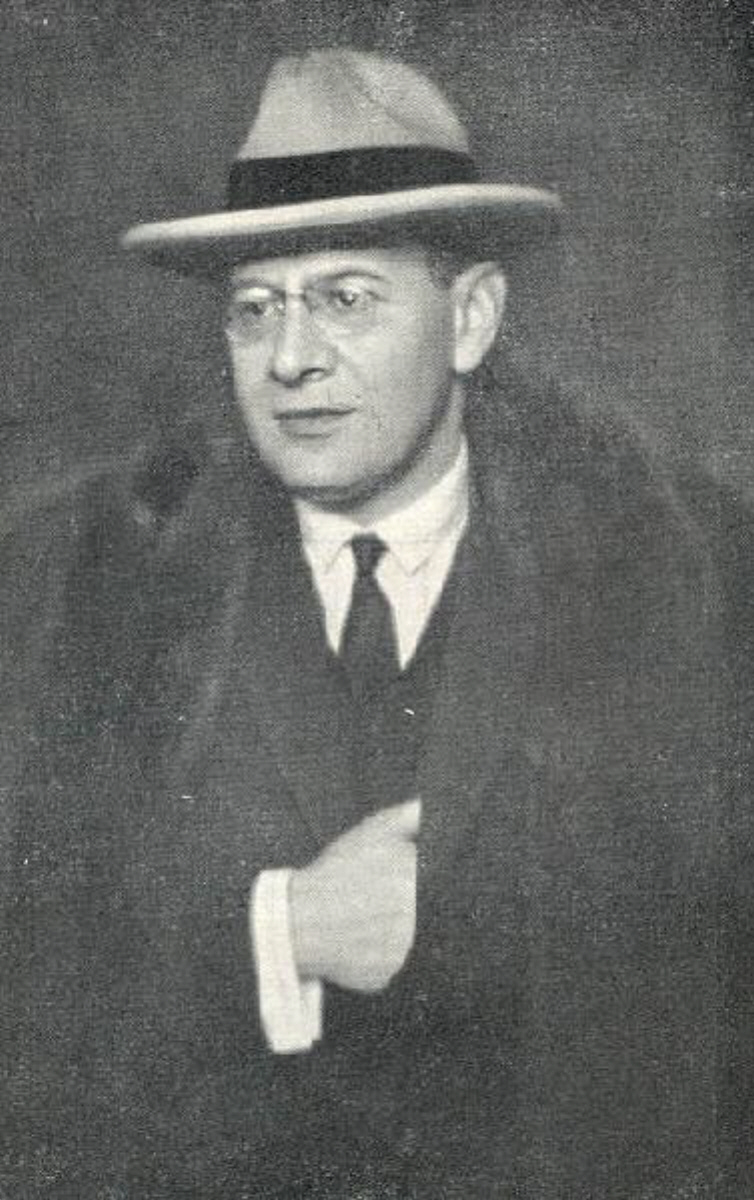
Gustav Brecher; Porträtfoto von Rudolf Dührkoop

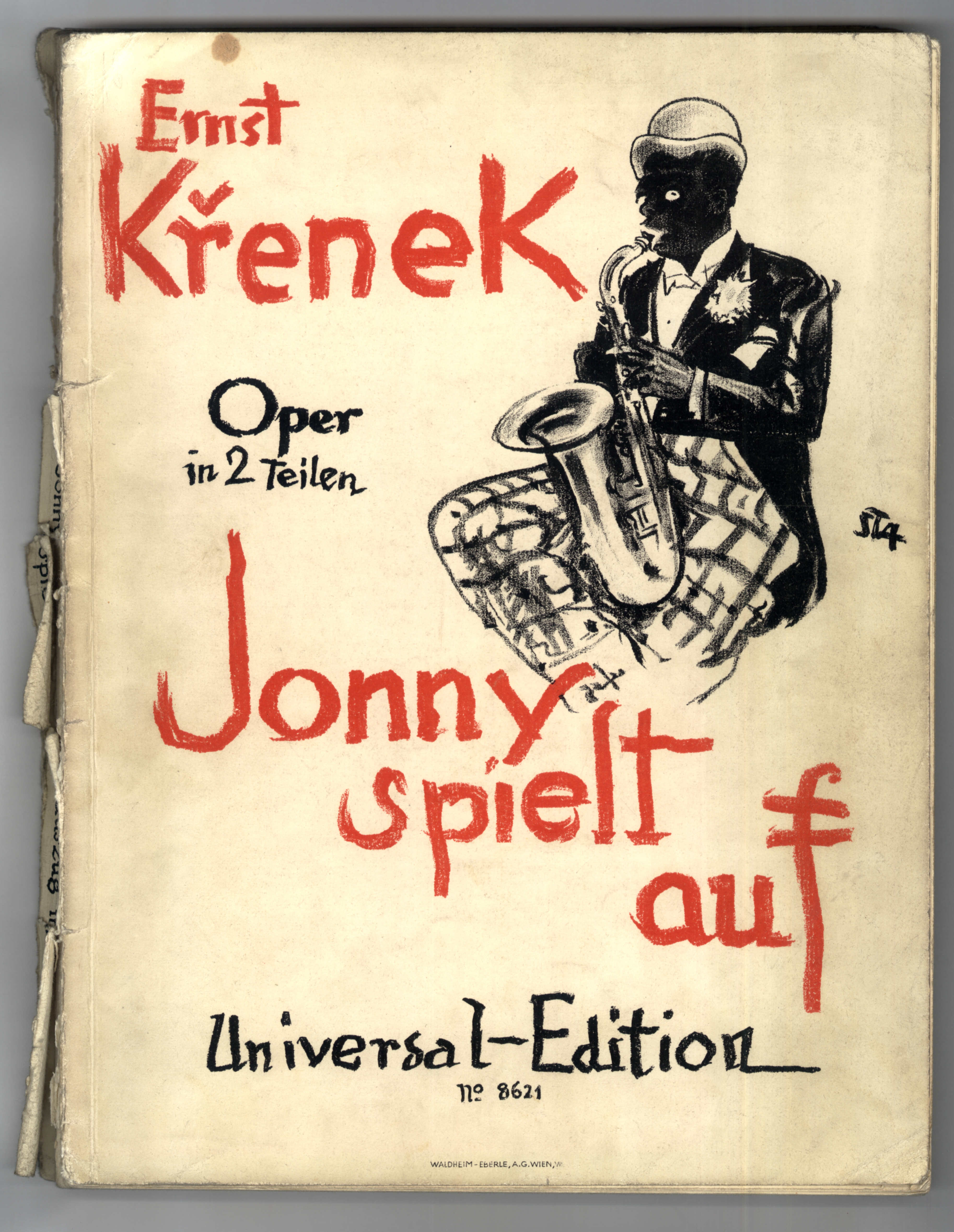
Brecher leitete auch die Uraufführung von Ernst Kreneks Oper

Gustav Brecher (* 5. Februar 1879 in Eichwald, Österreich-Ungarn; † Mai 1940 bei Ostende) war ein deutscher Dirigent, Komponist und Musikkritiker.

## Leben
Seine jüdische Familie zog 1889 aus Böhmen nach Leipzig. Brecher wurde dort von Salomon Jadassohn unterrichtet. Nach der Aufführung einer seiner Tondichtungen durch Richard Strauss 1896 debütierte er 1897 an der Leipziger Oper und dirigierte 1901 an der Wiener Hofoper „neben“ Gustav Mahler. Zwischen 1903 und 1911 war er Kapellmeister am Hamburgischen Stadttheater und dirigierte dort die Uraufführung von Busonis Die Brautwahl. Nach weiteren Dirigaten in Köln und Frankfurt wurde Brecher ab 1914 Generalmusikdirektor an der Leipziger Oper. Er war dort insbesondere wegen der Uraufführungen von Jonny spielt auf, Leben des Orest oder Aufstieg und Fall der Stadt Mahagonny umstritten.

„Das Haus tobte derart, daß man während des gesamten Stückschlusses auf der Bühne, ich hatte dort Dienst, vom Orchester buchstäblich nichts mehr zu hören bekam. Brecher dirigierte die Oper kalkbleich zu Ende.“

Obwohl die Jonnyoper ein Erfolg war, wurde Brecher nach der „Machtergreifung“ der Nationalsozialisten im Frühjahr 1933 auf Grund des Gesetzes zur Wiederherstellung des Berufsbeamtentums entlassen. In der Zeitschrift für Musik schrieb der Musikwissenschaftler Alfred Heuß einen hämischen Kommentar anlässlich der Rienziaufführung im Rahmen der Wagner-Festspielwoche am 12. Februar 1933:

„Ahnungslos hat hier Brecher zum letzten Mal in einer Wagner-Vorstellung sein so kurioses Dirigentenstäblein gehandhabt.“

Die wohl letzte Premiere unter seiner Leitung in Leipzig war Kurt Weills Der Silbersee – Ein Wintermärchen am 18. Februar 1933. Er verließ noch während dieser Veranstaltung das Dirigentenpult, weil die anwesende SA wegen seiner jüdischen Herkunft und anderer als Provokation empfundenen Eigenarten des Silbersees fortlaufend randalierte und störte. Am 4. März dirigierte Gustav Brecher seine letzte Vorstellung in Leipzig, Wagners Die Meistersinger, nachdem bereits am 1. März ein Mitglied der NSDAP zum Nachfolger bestimmt worden war. Der Oberbürgermeister Leipzigs Carl Friedrich Goerdeler beurlaubte ihn am 11. März 1933.
Sein Weg daraufhin ins Exil lässt sich im Einzelnen nicht mehr nachzeichnen. Er dirigierte in Leningrad das Rundfunk-Orchester und lebte in Berlin und Prag, von wo er 1938 erneut fliehen musste. Im Mai 1940 nahm er sich zusammen mit seiner Frau Gertrud Deutsch (Tochter von Felix Deutsch) das Leben, aus Angst, den deutschen Besatzern in Belgien in die Hände zu fallen.
Georges Sebastian schreibt 1934 in Leningrad:

„Die fürchterlichen Jahre in Deutschland waren eine moralische Erniedrigung für ihn. Brecher kam ganz niedergedrückt in Leningrad an. Alles, was geschehen konnte, war geschehen, aber der Erfolg nach außen war nicht da. Nach seinem zweiten Konzert saßen wir zusammen. Ich hatte durchgesetzt, ihn nominell zum Leiter des Leningrader Orchesters zu machen. Brecher sagte:, Lieber Freund, da ist nichts mehr zu machen – es ist vorbei – in meinem Alter. Man muss doch sprechen können.‘ Trotz seiner Sprachbegabung konnte er kein Wort sprechen. In seinem Innern war etwas, dem er nicht gewachsen war. Er fühlte sich ständig verfolgt – er hatte die fixe Idee, dass ihn irgendwo die Nazis doch erreichen würden.“

Erich Ebermayer notiert in Berlin, den 13. Oktober 1935 in sein Tagebuch:

„Heute hatte ich im Grunewald eine erschütternde Begegnung. Auf den einsamen schmalen Pfaden, die hinüber zur Havel führen, treffe ich vormittags niemals einen Menschen. Nur ein paar Rehe pflegen meine Spur zu kreuzen oder ich die ihre. Heute aber stieß ich auf zwei Menschen: den früheren Generalmusikdirektor von Leipzig Gustav Brecher und seine Gattin, die Tochter von Geheimrat Deutsch, dem Schöpfer der AEG und Freund Walther Rathenaus. Aber wie sehr haben sich diese beiden Menschen verändert, seit ich zuletzt in Leipzig in ihrem gastlichen Haus war! Vor allem Brecher selbst scheint unter der Verfemung tief zu leiden und im Kern seines Wesens getroffen zu sein; echter Musiker, der er ist, kann er ohne Musik nicht leben. Frau Brecher ist vitaler und sichtlich gewillt, die Nazis zu überleben. Noch haben beide ihr Vermögen, wohnen auch in ihrem schönen Dahlemer Haus und sind, wenigstens materiell, unabhängig. Aber wie lange noch? Wir haben ein längeres politisches Gespräch, bei dem allerdings Frau Brecher darart laut aufschreit, daß es lebensgefährlich wird. Glücklicherweise hören nur Eichkätzchen zu. Zum Schluß fragen Brechers scheu und verlegen, ob ich keine Bedenken trüge, einmal zu ihnen zum Tee zu kommen. Ich nehme freudig an. Wie sich die Zeiten ändern! Welche Auszeichnung war es dereinst, in Leipzig beim "General" geladen zu sein. …!“

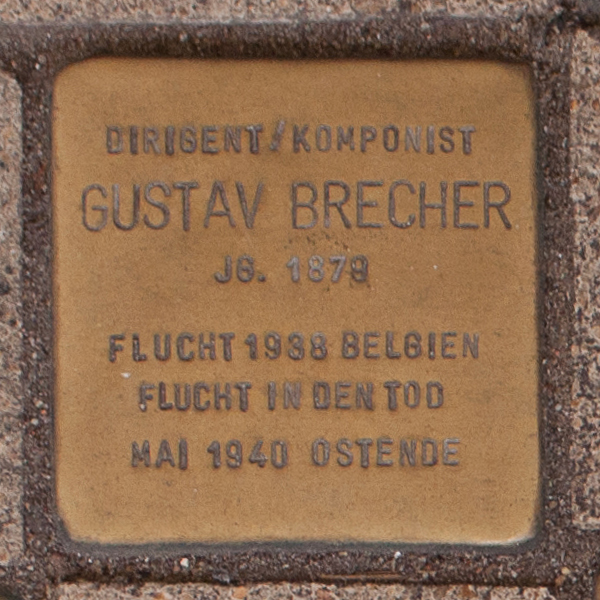
Stolperstein vor der Hamburgischen Staatsoper
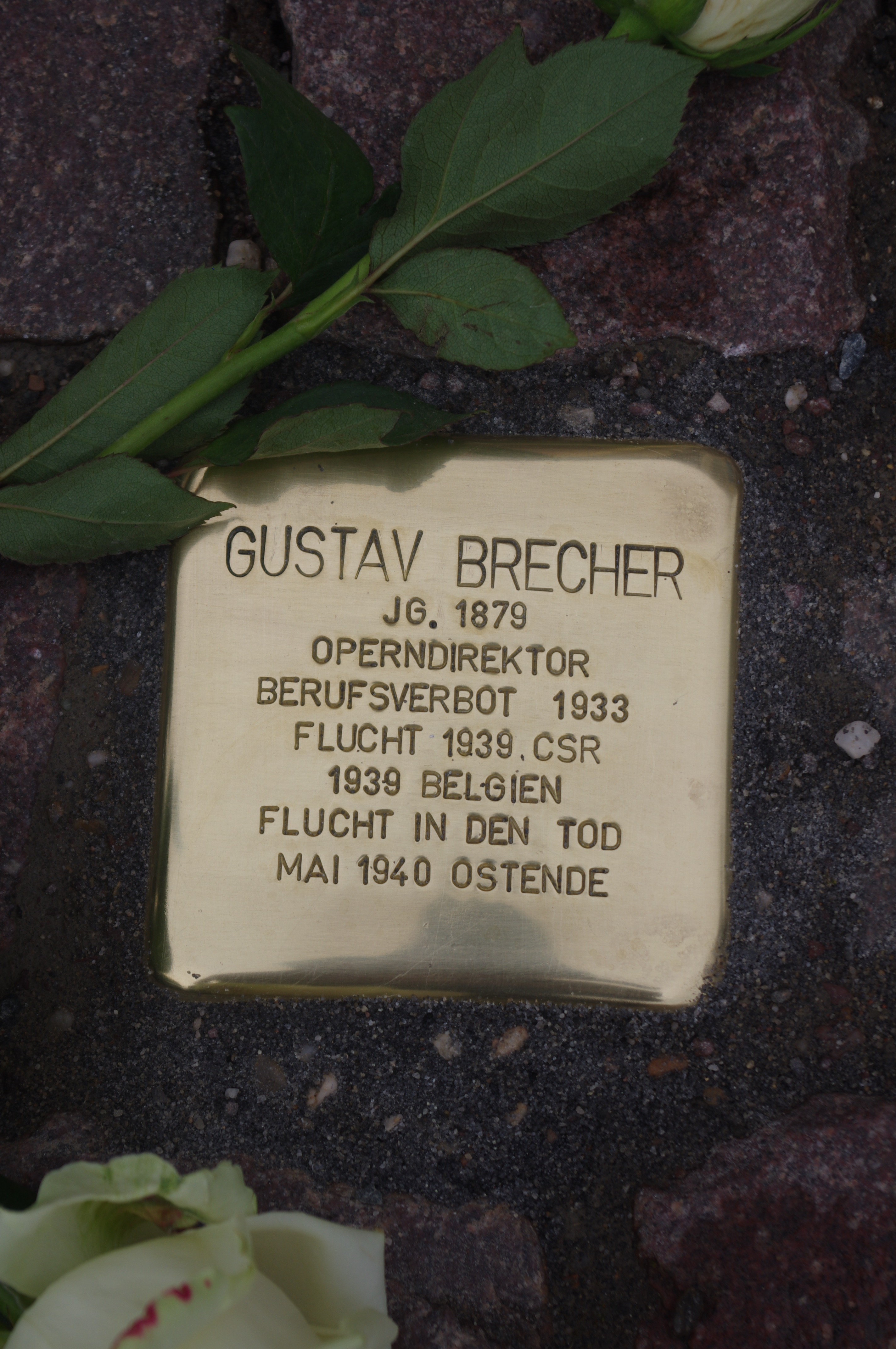
Stolperstein vor der Oper Leipzig
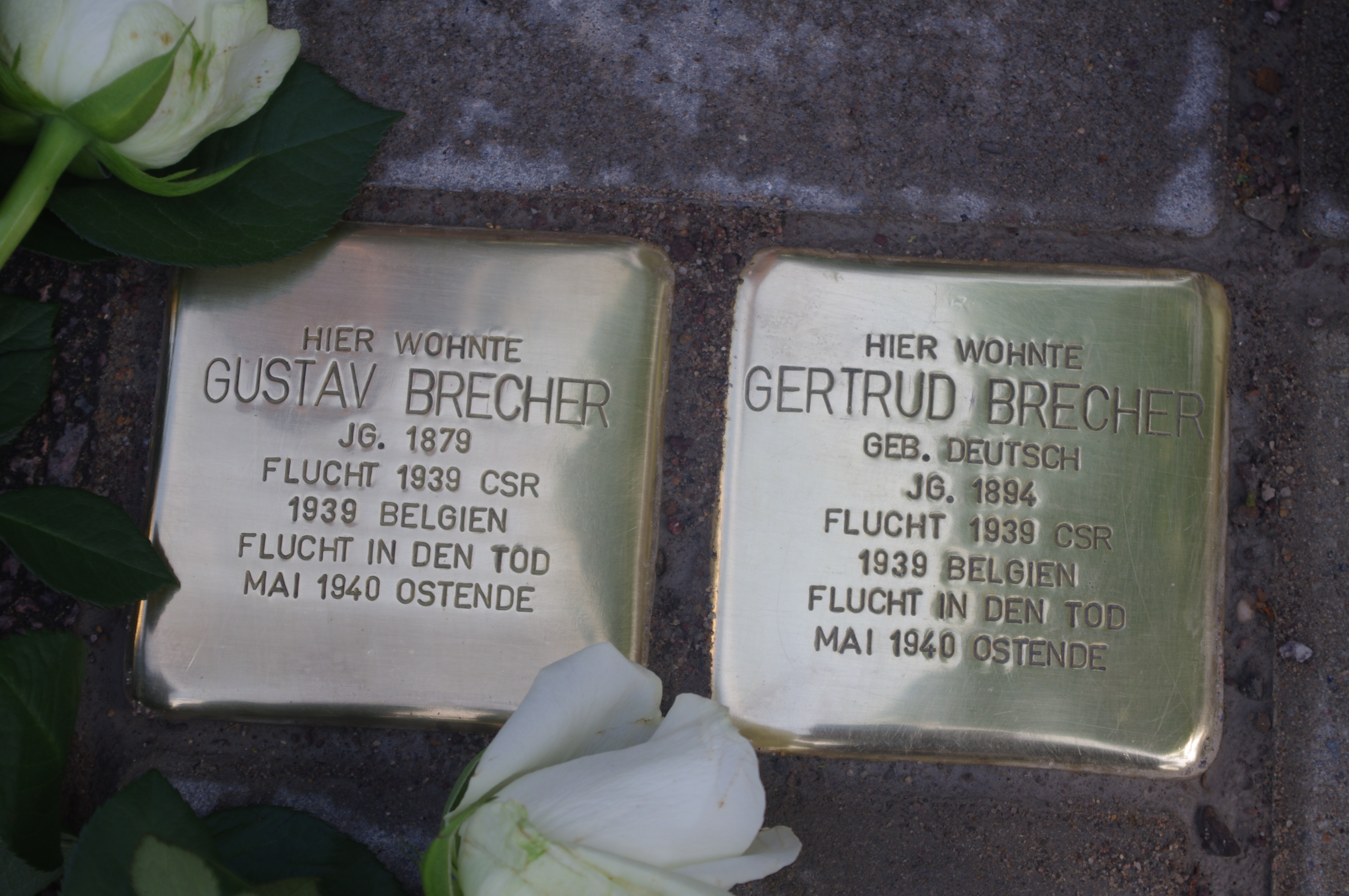
Stolpersteine in Markkleeberg

## Gedenken
Vor der Hamburgischen Staatsoper in Hamburg-Neustadt und der Oper Leipzig in Leipzig-Zentrum erinnern Stolpersteine an sein Schicksal sowie in Markkleeberg an ihn und seine Frau. Zur Erinnerung Brechers benannte die Oper Leipzig am 13. Mai 2022 ihre Probebühne 1 in Gustav-Brecher-Probebühne um.